# Phong tục
Phong tục là toàn bộ những hoạt động sống của con người được hình thành trong quá trình lịch sử và ổn định thành nề nếp, được cộng đồng thừa nhận, truyền từ thế hệ này sang thế hệ khác. Phong tục không mang tính cố định, bắt buộc như nghi thức, nghi lễ, nhưng cũng không tùy tiện như hoạt động sống thường ngày. Nó trở thành một tập quán xã hội tương đối bền vững và tương đối thống nhất.
Phong tục có thể ở một dân tộc, địa phương, tầng lớp xã hội hay thậm chí một dòng họ, gia tộc. Phong tục là một bộ phận của văn hóa và có thể chia thành nhiều loại. Hệ thống phong tục liên quan đến vòng đời của con người, như phong tục về sinh đẻ, trưởng thành, cưới xin, mừng thọ và lên lão... Hệ thống phong tục liên quan đến hoạt động của con người theo chu kỳ thời tiết trong năm, hệ thống phong tục liên quan đến chu kỳ lao động của con người...